# Celebrity Cruises
Celebrity Cruises er en Cruise-selskab, der er blev grundlagt i 1989 af det græskbaserede Chandris Group. I 1997 blev selskabet slået sammen med Royal Caribbean International, og Royal Caribbean Cruises Ltd. blev dannet. Dette selskab driver Celebrity Cruises, Royal Caribbean International, Azamara Club Cruises, Pullmantur Cruises og CDF Croisieres de France. Selskabet har sit hovedkontor i Miami, Florida.

## Historie
1989 – Celebrity Cruises blev grundlagt i april som et datterselskab af det græskbaserede Chandris Group.
1990 – Celebrity Cruises' første skib er det ombyggede skib Galileo, der får navnet Meridian. Horizon bliver selskabets andet skib.
1992 – Horizons søsterskib, Zenith, bliver sat i drift.
1995 – Selskabets første skib i Century-klassen, Century, sættes i drift.
1996 – Det andet skib i Century-klassen, Galaxy, begynder sine sejladser.
1997 – Chandris-familien sælger sine ejerandele i Celebrity Cruises til Royal Caribbean International. Celebrity og Royal Caribbean slås sammen til Royal Caribbean Cruises Ltd. Mercury, et tredje skib i Century-klassen, sættes i drift, og Meridian sælges til det Singaporebaserede selskab Sun Cruises.
2000 – Millennium, selskabets første skib i Millennium-klassen med gasturbiner, starter sine sejladser.
2001 – Skib nummer to i samme klasse, Infinity, sættes i drift. Et nyt varemærke, Celebrity Expeditions, lanceres med det mindre skib Celebrity Xpedition, der skal sejle omkring Galapagos-øerne.
2002 – Dette år kommer der to nye skibe i Millennium-klassen, Summit og Constellation.
2005 – Horizon overføres til det britisk baserede Royal Caribbean-datterselskab Island Cruises. Det første skib i Solstice-klassen bestilles fra Meyer Werft.
2006 – Der bliver lagt planer om at overføre Blue Moon og Blue Dream fra Pullmantur Cruises-flåden til Celebrity Cruises under navnene Celebrity Quest og Celebrity Journey. Disse skibe skal være en del af Celebrity Expeditions-flåden.
2007 – Det foregående års planer ændres, og der lanceres et helt nyt varemærke, Azamara Cruises, hvor skibene Quest og Journey opererer. Zenith overføres til Pullmantur Cruises.
2008 – Celebrity Solstice, det første skib i den nye skibsklasse, begynder sine sejladser. Alle skibe i flåden får tilnavnet Celebrity foran deres oprindelige navn.
2009 – Skib nummer to i Solstice-klassen, Celebrity Equinox, sættes i drift. Celebrity Galaxy overføres til TUI Cruises.
2010 – Celebrity Eclipse sættes i drift.
2011 – Det fjerde skib i Solstice-klassen, Celebrity Silhouette, starter sine sejladser. Celebrity Mercury sælges til TUI Cruises.
2012 – Celebrity Reflection sættes i drift. Selskabets andet skib opgraderes med faciliteter, der findes på skibene i Solstice-klassen.

## Celebrity Cruises skib

### Solstice-klassen
| Skib                   | Byggeår | Gæsteantal | Bruttotonnage | Kommentar               |
| ---------------------- | ------- | ---------- | ------------- | ----------------------- |
| «Celebrity Solstice»   | 2008    | 2.850      | 122.000       |                         |
| «Celebrity Equinox»    | 2009    | 2.850      | 122.000       |                         |
| «Celebrity Eclipse»    | 2010    | 2.850      | 122.000       |                         |
| «Celebrity Silhouette» | 2011    | 2.886      | 122.000       |                         |
| «Celebrity Reflection» | 2012    | 3.046      | 126.000       | Celebritys største skib |

### Millennium-klassen
| Skib                      | Byggeår | Gæsteantal | Bruttotonnage | Kommentar                 |
| ------------------------- | ------- | ---------- | ------------- | ------------------------- |
| «Celebrity Millennium»    | 2000    | 2.138      | 91.000        | Tidligere «Millennium»    |
| «Celebrity Infinity»      | 2001    | 2.499      | 91.000        | Tidligere «Infinity»      |
| «Celebrity Summit»        | 2002    | 2.158      | 91.000        | Tidligere «Summit»        |
| «Celebrity Constellation» | 2002    | 2.038      | 91.000        | Tidligere «Constellation» |

### Century-klassen
| Skib                | Byggeår | Gæsteantal | Bruttotonnage | Kommentar           |
| ------------------- | ------- | ---------- | ------------- | ------------------- |
| «Celebrity Century» | 1995    | 1.778      | 71.545        | Tidligere «Century» |

### Xpedition-klassen
| Skib                  | Byggeår | Gæsteantal | Bruttotonnage | Kommentar        |
| --------------------- | ------- | ---------- | ------------- | ---------------- |
| «Celebrity Xpedition» | 2001    | 96         | 2.842         | Renoveret i 2012 |

### Tidligere skib
| Skib                | Byggeår | Periode under Celebrity Cruises | Bruttotonnage | Nuværende status                                                                           |
| ------------------- | ------- | ------------------------------- | ------------- | ------------------------------------------------------------------------------------------ |
| «Meridian»          | 1963    | 1990-1997                       | 30.440 GRT    | Solgt til Sun Cruises i 1997                                                               |
| «Horizon»           | 1990    | 1990-2005                       | 46.811        | Fra 2005-2012, «Island Star» under Island Cruises. Fra 2012 under CDF Croisières de France |
| «Zenith»            | 1992    | 1992-2007                       | 47.255        | Under Pullmantur Cruises fra 2007                                                          |
| «Celebrity Galaxy»  | 1996    | 1996-2009                       | 76.522        | Erhvervet af TUI Cruises i 2009                                                            |
| «Celebrity Mercury» | 1997    | 1997-2011                       | 77.713        | Erhvervet af TUI Cruises i 2011                                                            |